# Kasernen in Mauer (Wien)

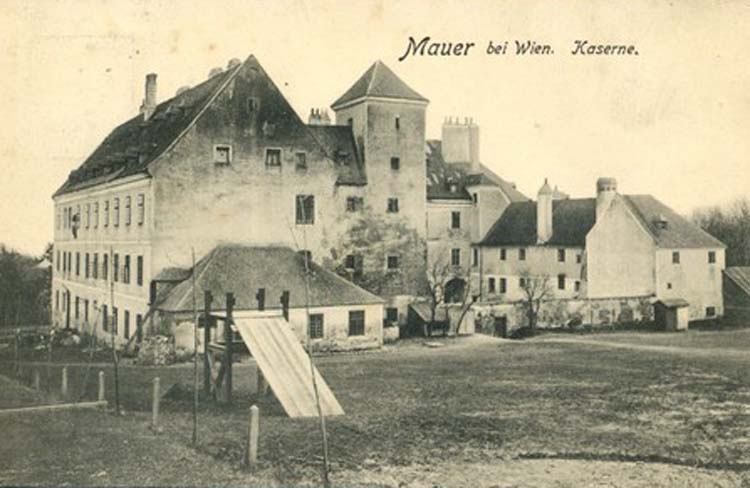
Obere Kaserne in Mauer, um 1900

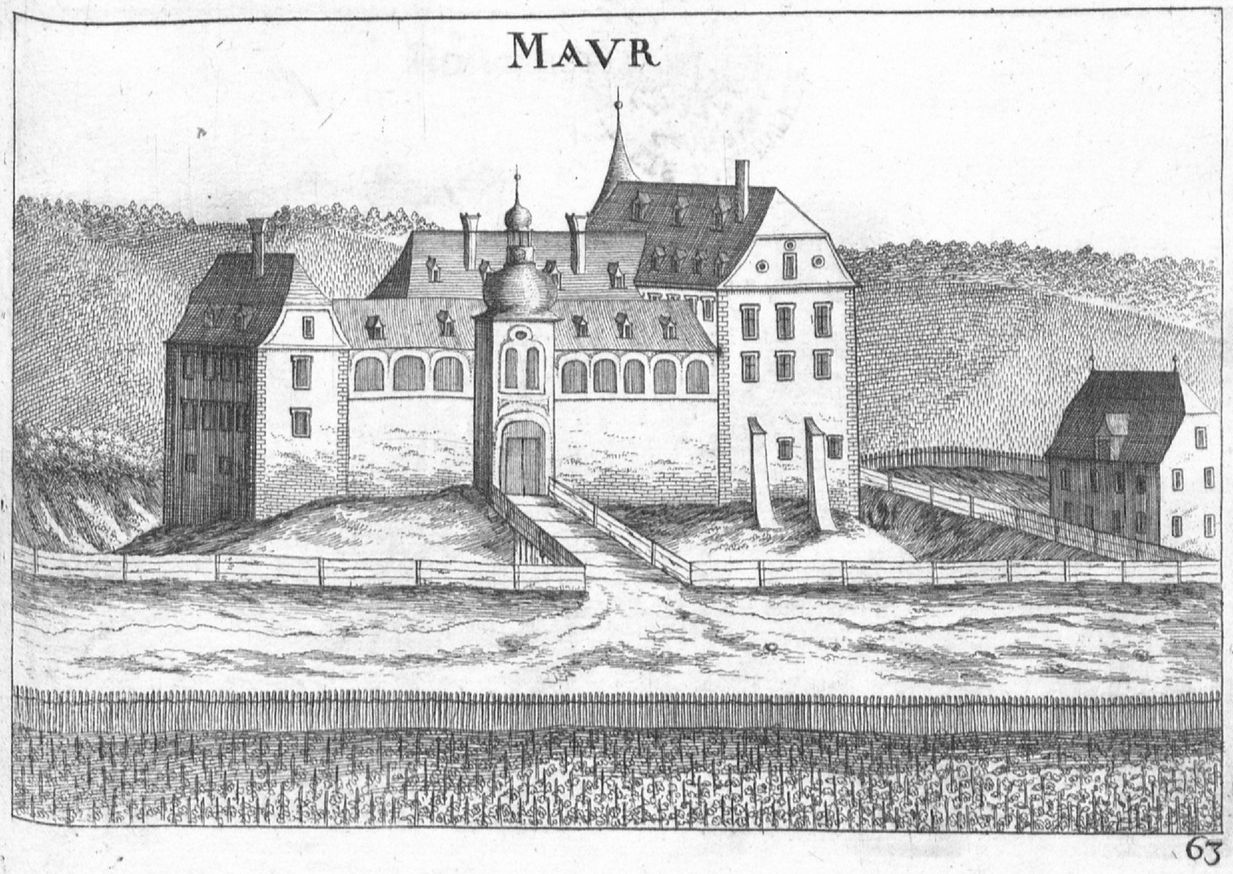
Maurer Schloss (später Untere Kaserne), Vischer 1672

Zwischen 1775 und 1918 waren in Mauer, einem späteren Bezirksteil des 23. Wiener Gemeindebezirks, in zwei Kasernen Soldaten einquartiert.
- Obere Kaserne (Engelsburg)

Die Engelsburg war ein Meierhof in Mauer, der den Jesuiten gehörte. Nach Aufhebung des Ordens ging das Gebäude 1775 an das Militär, das es nach Umbauten bis 1918 als Kaserne nutzte. In den Jahren 1923 bis 1926 erfolgte der Abbruch.
- Untere Kaserne (Maurer Schloss)

Das Maurer Schloss befand sich in Mauer, das den Jesuiten gehörte. Nach Aufhebung des Ordens 1773 ging das Schloss 1777 an das Militär, das es nach Umbauten bis 1895 als Kaserne nutzte. Im Jahre 1895 erfolgte der Abbruch.
Zwischen 1938 und 1949 befand sich am Maurer Berg (oberes Ende der Anton-Krieger-Gasse) ferner das Gebäude der Luftnachrichtentruppen-Kaserne.